# G20 (film)
Pour les articles homonymes, voir G20 (homonymie).
Pour plus de détails, voir Fiche technique et Distribution.
G20 est un film américain réalisé par Patricia Riggen et sorti en 2025.
Le film, diffusé mondialement sur Prime Video, met en scène Viola Davis dans le rôle de la Présidente des États-Unis. Lors d'un sommet du G20, elle apprend qu'une attaque terroriste va avoir lieu. Elle va tout faire pour sauver les siens et ses homologues étrangers.

## Synopsis
À Budapest, Edward Rutledge — ancien caporal des forces spéciales australiennes — et des mercenaires acquièrent un portefeuille de cryptomonnaies de 70 millions de dollars. Pendant ce temps, Danielle Sutton, la Présidente des États-Unis et vétérane de l'armée américaine, doit gérer les frasques de sa fille rebelle, Serena. Accompagné de son mari Derek, de Serena et son frère Demetrius, la présidente américaine se rend au sommet du G20 en Afrique du Sud.
La présidente et les siens sont logés dans un hôtel fortifié du Cap. Accompagnée de la Secrétaire au Trésor des États-Unis Joanna Worth, la présidente Sutton présente un plan visant à autonomiser les agriculteurs subsahariens en difficulté grâce à l'accès à la monnaie numérique. Infiltrés au sommet, Rutledge et ses hommes tendent une embuscade aux services de sécurité des invités, dont l'équipe de contre-attaque des services secrets de Sutton. Les mercenaires prennent le contrôle de l'hôtel. Alors que les participants au sommet sont pris en otage, Sutton et un agent des services secrets des États-Unis, Manny Ruiz, s'enfuient avec le Premier ministre du Royaume-Uni Oliver Everett, la directrice du Fonds monétaire international Elena Romano et la Première dame de Corée du Sud Han Minh-Seo. De son côté, Derek sauve ses enfants et échappe à la capture. La présidente va alors tout faire pour les protéger.

## Fiche technique
Sauf indication contraire, les informations mentionnées dans cette section peuvent être confirmées par les bases de données cinématographiques IMDb et Allociné,  présentes dans la section « Liens externes ».
- Titre original : G20
- Réalisation : Patricia Riggen
- Scénario : Caitlin Parrish, Erica Weiss, Logan Miller et Noah Miller, d'après une histoire de Logan Miller et Noah Miller
- Musique : Joseph Trapanese
- Décors : Nigel Phelps et Sebastian T. Krawinkel
- Costumes : Paco Delgado et Moira Anne Meyer
- Photographie : Checco Varese
- Montage : Emma E. Hickox et Doc Crotzer
- Production : Andrew Lazar, Viola Davis et Julius Tennon

Producteurs délégués : Greig Buckle, David Fliegel, Logan Miller, Noah Miller, Robert Naidoo, Rob Williams et Danny Sherman
- Sociétés de production : MRC, Mad Chance et JuVee
- Société de distribution : Amazon MGM Studios
- Budget : N/A
- Pays de production :  États-Unis
- Langue originale : anglais
- Format : couleur
- Genre : action, thriller
- Durée : 108 minutes
- Date de sortie[1] : 10 avril 2025 (Prime Video)
- Classification[2] :
  - États-Unis : R

## Distribution
- Viola Davis (VF : Virginie Emane) : la présidente des États-Unis Danielle Sutton
- Anthony Anderson (VF : Frantz Confiac) : Derek Sutton
- Marsai Martin (VF : Jaynélia Coadou) : Serena Sutton
- Ramón Rodríguez (VF : Damien Ferrette) : Manny Ruiz
- Antony Starr (VF : Laurent Maurel) : Edward Rutledge
- Douglas Hodge (VF : Philippe Peythieu) : le premier ministre britannique Oliver Everett
- Elizabeth Marvel (VF : Annie Le Youdec) : Joanna Worth
- Christopher Farrar (VF : Jessy Dubuis) : Demetrius Sutton
- Sabrina Impacciatore (VF : Flora Brunier) : Elena Romano
- MeeWha Alana Lee : la première dame sud-coréenne Han Min-Seo
- John Hoogenakker (VF : Thierry Ragueneau) : l'agent Darden, a Secret Service agent in league with Rutledge
- Gideon Emery (VF : Sylvain Agaësse) : Warren Paxton
- Conrad Kemp (VF : Jérémy Bardeau) : Bousquet
- Joseph Steven Yang : le président sud-coréen Lee Young-Ho
- Emmanuel Castis (VF : Olivier Bénard) : Titos
- Clark Gregg (VF : Guillaume Lebon) : le vice-président Harold Mosely
- Julius Tennon (VF : Thierry Desroses) : le directeur de la CIA Mikkelson
- Theo Bongani Ndyalvane (VF : Jean-Michel Vaubien) : Melokuhle
- Ali Suliman : un agent ADWI
- Angela Sarafyan : Quoll

 Source et légende : version française (VF) sur RS Doublage

## Production
En novembre 2022, Viola Davis est annoncée comme actrice principale et productrice d'un film réalisé par Patricia Riggen. Le développement du projet est cependant affecté par la Grève SAG-AFTRA qui débute à l'été 2023. La production obtient malgré tout un accord provisoire, même si la production n'était pas prête à commencer le tournage. Viola Davis annonce cependant peu après que le film ne se tournera pas jusqu'à la fin de la grève.
Le tournage débute en janvier 2024 au Cap. Il est alors annoncé qu'Anthony Anderson, Marsai Martin, Ramón Rodríguez, Antony Starr, Douglas Hodge, Elizabeth Marvel, Sabrina Impacciatore ou encore Clark Gregg font partie de la distribution. Les prises de vues se déroulent également à Budapest. Le tournage s'achève en mars 2024

## Sortie et accueil
Sur le site d'agrégation de critiques Rotten Tomatoes, le film obtient 55% d'avis favorables, pour 58 critiques et une note moyenne de 5,3⁄10. Le consensus suivant résumé les avis collectés : « Trop sérieux pour s'amuser autant qu'il le pourrait avec son postulat juteux, G20 est plus banal que présidentiel, mais bénéficie d'une avance considérable avecViola Davis. » Sur le site Metacritic, qui utilise une moyenne pondérée, le film obtient la note de 53⁄100 pour 18 critiques.